# Gilvánfa, Baranya
Gilvánfa este un sat în districtul Sellye, județul Baranya, Ungaria, având o populație de 430 de locuitori (2011). Romii din localitate vorbesc un dialect arhaic al limbii române, ei numindu-se în graiul lor băiași.

## Demografie
Componența etnică a satului Gilvánfa
     Maghiari (63,97%)
     Romi (36,03%)
Componența confesională a satului Gilvánfa
     Fără religie (68,37%)
     Romano-catolici (19,3%)
     Necunoscută (12,33%)
     Alte religii (0,7%)
Conform recensământului din 2011, satul Gilvánfa avea 430 de locuitori. Din punct de vedere etnic, majoritatea locuitorilor (63,97%) erau maghiari, cu o minoritate de romi (36,03%).  Din punct de vedere confesional, majoritatea locuitorilor (68,37%) erau persoane fără religie, cu o minoritate de romano-catolici (19,3%). Pentru 12,33% din locuitori nu este cunoscută apartenența confesională.